# Xenon-diklorid
A xenon-diklorid a xenon egyetlen ismert stabil kloridja, képlete XeCl2. Xenon, fluor és szilícium vagy szén-tetraklorid keverékének nagyfrekvenciás besugárzásával állítható elő. Kétségek merültek fel azonban azzal kapcsolatban, hogy a XeCl2 valódi vegyület-e, vagy csak egy van der Waals molekula, melyben a Xe atomot és a Cl2 molekulát csak másodlagos kötés kapcsolja össze.
A xenon-monokloridot excimerlézerekben használják. Excimerként az Xe2Cl is létezik.

## Fordítás
Ez a szócikk részben vagy egészben a Xenon dichloride című angol Wikipédia-szócikk ezen változatának fordításán alapul.  Az eredeti cikk szerkesztőit annak laptörténete sorolja fel. Ez a jelzés csupán a megfogalmazás eredetét és a szerzői jogokat jelzi, nem szolgál a cikkben szereplő információk forrásmegjelöléseként.